# Rachid Tibari
Rachid Tibari, né le 29 juin 1980 à Zonhoven en Belgique, est un footballeur belge qui joue au poste de milieu de terrain. Depuis 2015, il défend les couleurs du Kabouters Opglabbeek. Il compte un titre de champion de Belgique à son palmarès, remporté en 2002 avec le KRC Genk.

## Carrière
Rachid Tibari découvre le football au FC Melosport Zonhoven, un petit club de sa ville natale. Il rejoint ensuite le K Beringen FC et termine sa formation au KRC Genk. Il est intégré au noyau de l'équipe première en 1999 mais doit attendre la dernière journée du championnat pour disputer son premier match officiel. Trois jours plus tard, il assiste depuis le banc des remplaçants à la victoire de ses coéquipiers en finale de la Coupe de Belgique contre le Standard de Liège. Il ne parvient pas à s'imposer dans l'équipe de base du club limbourgeois et doit se contenter d'apparitions éparses en fin de match durant deux saisons. Sacré champion de Belgique en 2002, il n'entre pas dans les plans de son entraîneur pour la saison suivante et part un an en prêt à l'Heracles Almelo, en deuxième division néerlandaise. Il est à nouveau prêté aux Pays-Bas pour la saison 2003-2004, cette fois à Helmond Sport.
Après ces deux saisons disputées en « Eerste divisie », d'autres clubs se manifestent auprès de Genk pour louer le joueur, dont le Fortuna Sittard. Finalement, Rachid Tibari s'engage avec l'ancien club satellite du Racing Genk, Beringen Heusden-Zolder, relégué en Division 2 après une unique saison parmi l'élite. Il y obtient une place de titulaire mais les résultats ne sont pas à la hauteur des ambitions du club, qui échoue loin du tour final pour la montée en première division. La saison suivante, les difficultés financières viennent s'ajouter aux résultats décevants et, le 12 mars 2006, le club se déclare en faillite. Les joueurs sont libérés de leur contrat et Rachid Tibari s'en va terminer la saison au KFC Dessel Sport, un autre club de deuxième division. Il y reste une saison supplémentaire puis rejoint les rangs du KSK Tongres, qui milite en Division 3. Un an plus tard, il s'en va au Patro Eisden Maasmechelen, une équipe de Promotion. Il y devient rapidement titulaire et reste quatre saisons au club, avec lequel il remporte le titre de champion de Promotion dans sa série en 2011. En juillet 2012, il quitte le Patro pour le KVV Thes Sport Tessenderlo, un club évoluant en première provinciale limbourgeoise. Il est blessé pendant quasiment toute la saison 2014-2015 et ne revient que pour participer au dernier match du championnat, ponctué par le titre provincial qui permet au club de remonter en Promotion. Il n'accompagne pas ses équipiers et choisit de continuer à évoluer dans les séries provinciales en rejoignant le KVK Beringen.

## Palmarès
- 1 fois champion de Belgique en 2002 avec le KRC Genk.
- 1 fois champion de Promotion en 2011 avec le Patro Eisden Maasmechelen.

## Statistiques
| Saison                | Club                       | Championnat           | Championnat | Championnat | Coupe(s) nationale(s) | Coupe(s) nationale(s) | Total | Total |
| Saison                | Club                       | Division              | M.          | B.          | M.                    | B.                    | M.    | B.    |
| 1999-2000             | KRC Genk                   | Division 1            | 1           | 0           | 0                     | 0                     | 1     | 0     |
| 2000-2001             | KRC Genk                   | Division 1            | 2           | 0           | 0                     | 0                     | 2     | 0     |
| 2001-2002             | KRC Genk                   | Division 1            | 8           | 0           | 0                     | 0                     | 8     | 0     |
| 2002-2003             | Heracles Almelo            | Eerste Divisie        | 25          | 5           | 0                     | 0                     | 25    | 5     |
| 2003-2004             | Helmond Sport              | Eerste Divisie        | 23          | 8           | 0                     | 0                     | 23    | 8     |
| 2004-2005             | Beringen Heusden-Zolder    | Division 2            | 32          | 3           | 1                     | 0                     | 33    | 3     |
| 2005-2006             | Beringen Heusden-Zolder    | Division 2            | 18          | 0           | 1                     | 0                     | 19    | 0     |
| 2005-2006             | KFC Dessel Sport           | Division 2            | 8           | 0           | 0                     | 0                     | 8     | 0     |
| 2006-2007             | KFC Dessel Sport           | Division 2            | 31          | 2           | 3                     | 1                     | 34    | 3     |
| 2007-2008             | KSK Tongres                | Division 3            | 15          | 1           | 2                     | 1                     | 17    | 2     |
| 2008-2009             | Patro Eisden Maasmechelen  | Promotion             | 27          | 6           | 2                     | 0                     | 29    | 6     |
| 2009-2010             | Patro Eisden Maasmechelen  | Promotion             | 24          | 10          | 2                     | 0                     | 26    | 10    |
| 2010-2011             | Patro Eisden Maasmechelen  | Promotion             | 26          | 10          | 2                     | 0                     | 28    | 10    |
| 2011-2012             | Patro Eisden Maasmechelen  | Division 3            | 32          | 2           | 3                     | 1                     | 35    | 3     |
| 2012-2013             | KVV Thes Sport Tessenderlo | 1re prov.             | 25          | 10          | 0                     | 0                     | 25    | 10    |
| 2013-2014             | KVV Thes Sport Tessenderlo | 1re prov.             | 30          | 8           | 1                     | 0                     | 31    | 8     |
| 2014-2015             | KVV Thes Sport Tessenderlo | 1re prov.             | 1           | 0           | 2                     | 0                     | 3     | 0     |
| Total sur la carrière | Total sur la carrière      | Total sur la carrière | 328         | 65          | 19                    | 3                     | 347   | 68    |